# فرانسيس بيلي
فرانسيس بيلي (بالإنجليزية: Francis Baily)‏ (و. 1774 – 1844 م) هو عالم فلك من المملكة المتحدة. كان عضوًا في الجمعية الملكية، والأكاديمية الأمريكية للفنون والعلوم، والأكاديمية البروسية للعلوم.
توفي في لندن، عن عمر يناهز 70 عاماً.

## أعمال بارزة
من أهم أعماله:
- خرزات بيلي.

## جوائز
حصل على جوائز منها:
- الميدالية الذهبية للجمعية الفلكية الملكية (1843)
- زميل في الجمعية الملكية.

## روابط خارجية
- فرانسيس بيلي على موقع الموسوعة البريطانية (الإنجليزية)
- فرانسيس بيلي على موقع إن إن دي بي (الإنجليزية)